# 希爾根巴赫河
51°43′25″N 9°3′41″E / 51.72361°N 9.06139°E

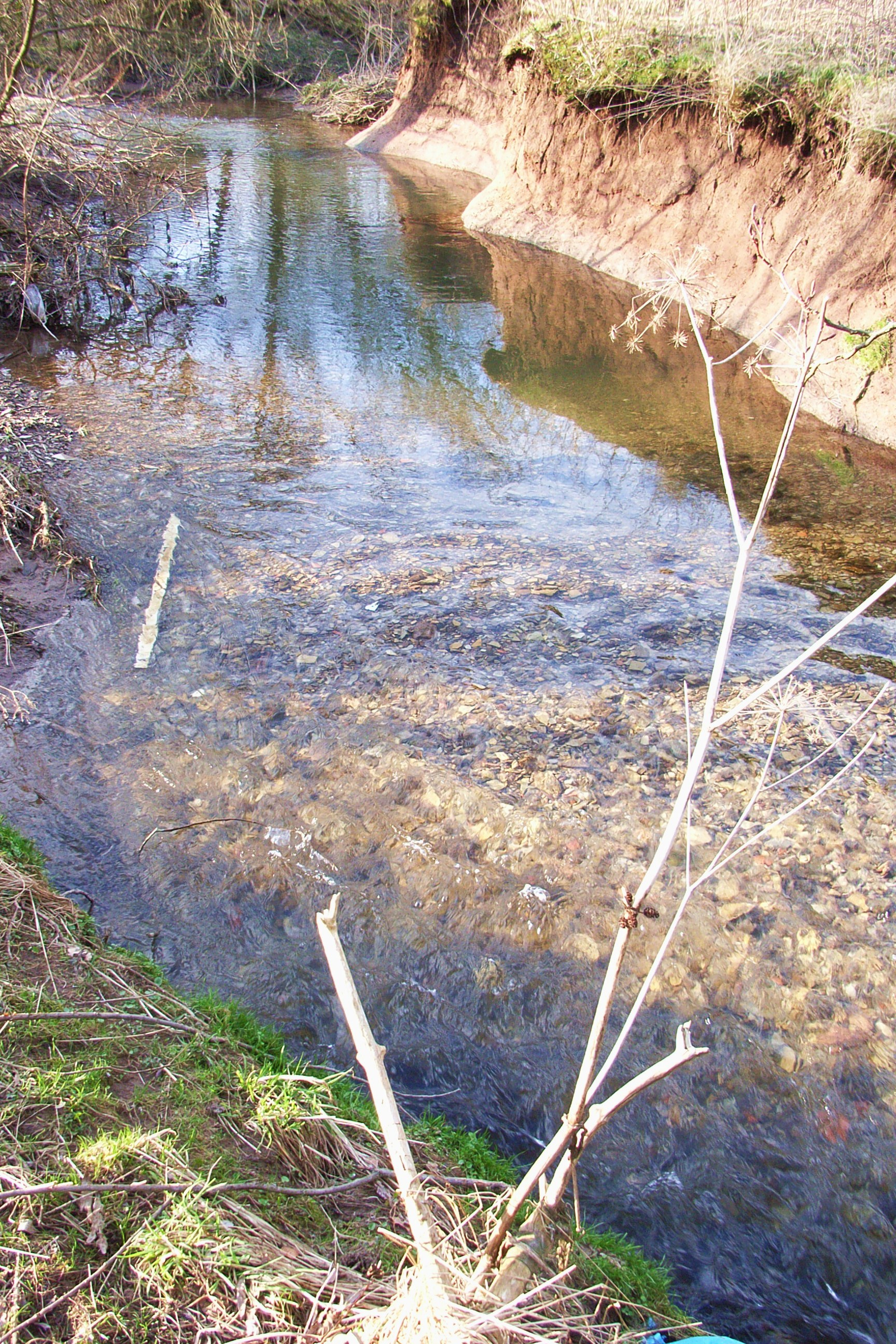

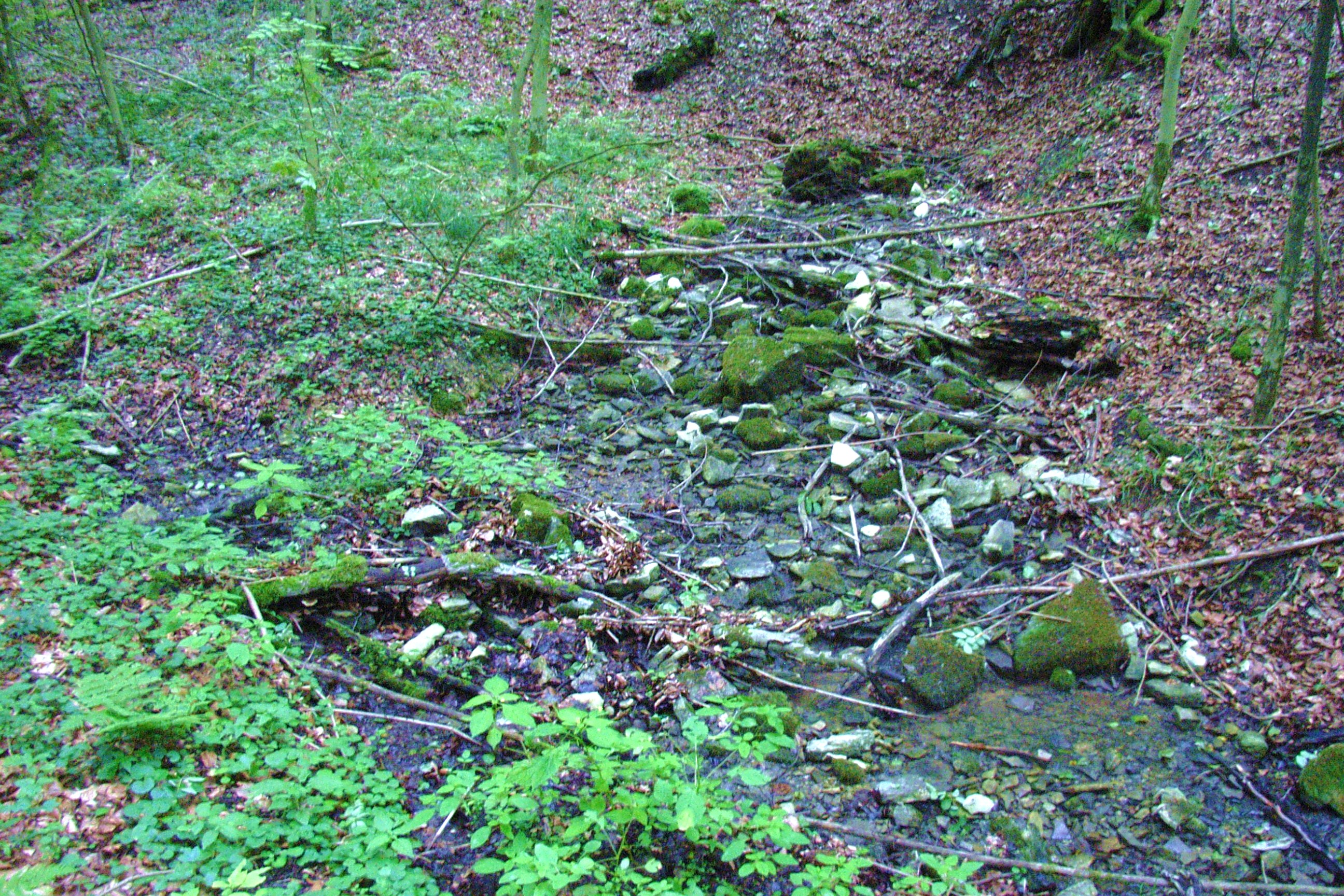

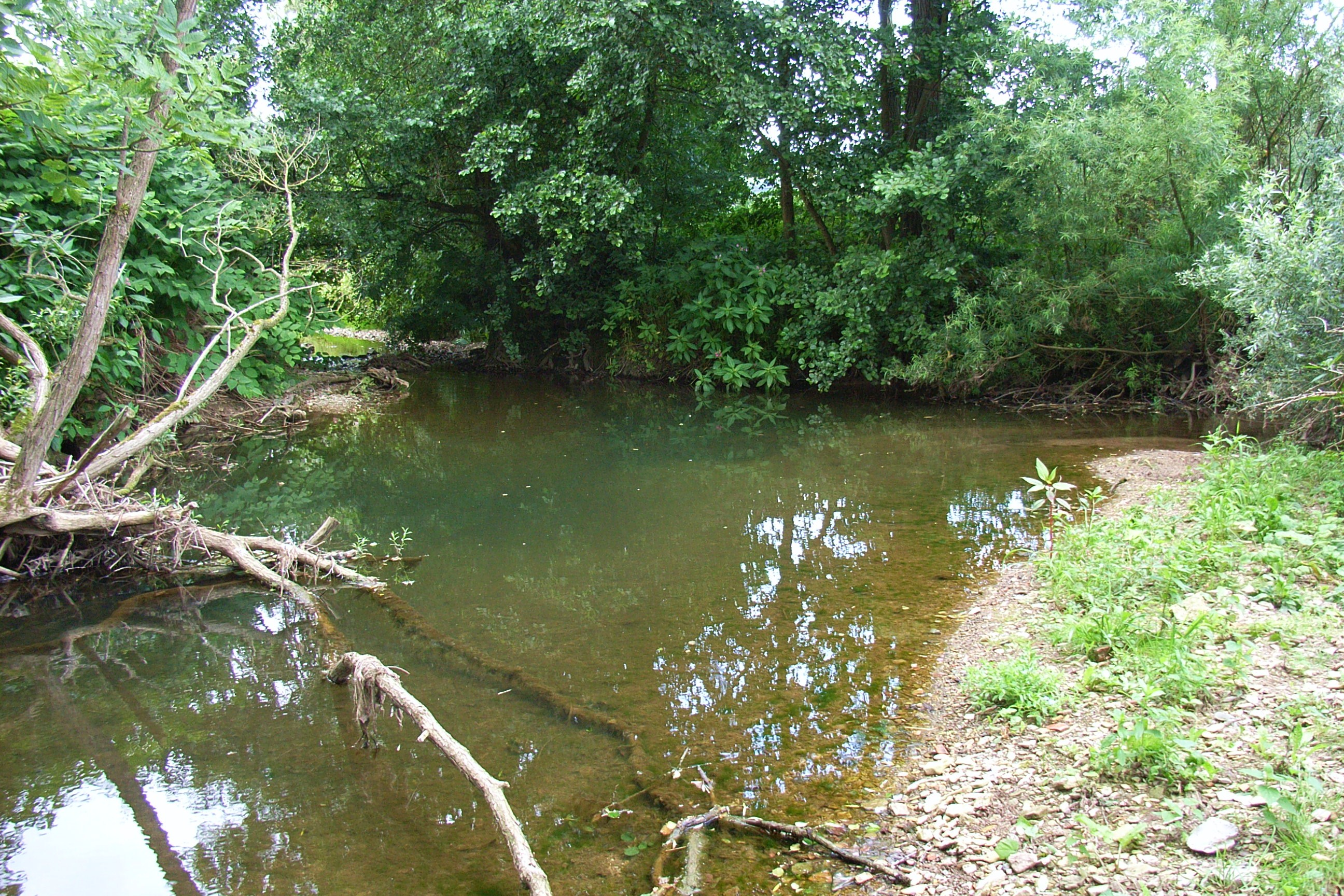

希爾根巴赫河（德語：Hilgenbach），是德國的河流，位於該國西部，處於北萊茵-威斯特法倫州，屬於阿河的右支流，河道全長5.5公里，流域面積17平方公里。